# Jurszany (rejon oszmiański)
Jurszany (biał. Юршаны; ros. Юршаны) − wieś na Białorusi, w obwodzie grodzieńskim, w rejonie oszmiańskim, w sielsowiecie Kamienny Łuh.
Dawniej trzy zaścianki – Jurszany I, Jurszany II i Jurszany III.

## Historia
W czasach zaborów trzy folwarki w gminie Polany, w powiecie oszmiańskim, w guberni wileńskiej Imperium Rosyjskiego. W 1905 roku folwark Woronowicza liczył 7 mieszkańców, 63 dziesięcin; folwark Wasilskiego liczył 9 mieszkańców, 95 dziesięcin; folwark Gabryłowicza liczył 9 mieszkańców, 40 dziesięcin.
W latach 1921–1945 zaścianki leżały w Polsce, w województwie wileńskim, w powiecie oszmiańskim, w gminie Polany.
W 1931:
- Jurszany I w 1 domu zamieszkiwało 8 osób[3].
- Jurszany II w 1 domu zamieszkiwało 9 osób[3].
- Jurszany III w 1 domu zamieszkiwało 11 osób[3].

Wierni należeli do parafii rzymskokatolickiej w Murowanej Oszmiance. Miejscowość podlegała pod Sąd Grodzki w Oszmianie i Okręgowy w Wilnie; właściwy urząd pocztowy mieścił się w Murowanej Oszmiance.
Po II wojnie światowej w granicach Związku Sowieckiego. Od 1991 w niepodległej Białorusi.